# Weinmannia cinerea
Weinmannia cinerea är en tvåhjärtbladig växtart som beskrevs av Ruiz & Pav. apud Lopez. Weinmannia cinerea ingår i släktet Weinmannia och familjen Cunoniaceae. Inga underarter finns listade i Catalogue of Life.